# Игирма (посёлок)
Игирма — посёлок в Нижнеилимском районе Иркутской области России. Входит в состав Березняковского муниципального образования. Находится примерно в 53 км к северо-западу от районного центра (Железногорска-Илимского).

## Население
| 2002 | 2010 | 2011 | 2012 |
| ---- | ---- | ---- | ---- |
| 827  | ↗834 | ↘826 | ↘803 |

По данным Всероссийской переписи, в 2010 году в посёлке проживали 834 человека (384 мужчины и 450 женщин).